# جوني يونغ بوش
جوني يونغ بوش (Johnny Yong Bosch) (اسمه الحقيقي جون جاي بوش (John Jay Bosch)) هو ممثل أمريكي ولد في 6 يناير 1976 في مدينة كنساس في ولاية ميسوري.

## أدواره في التلفزيون الأمريكي
- مايتي مورفين باور رينجرز - أدام بارك/الرينجر الأسود

## أدواره في الأنمي

### مسلسلات أنمي تلفزيونية
- بليتش - إيتشيغو كوروساكي
- وولفز راين - كيبا
- ترايجان - فاش ذا ستامبيد
- إيوريكا سفن - رنتون ثرستون
- كآبة هاروهي سوزوميا - إيتسوكي كويزومي
- لاكي ستار - فتيان عشوائيين, "دايسكي أونو"
- كود غياس: لولوش الثائر - لولوش لامبروج
- كود غياس: لولوش الثائر R2 - لولوش لامبروج
- ناروتو - غينما شيرانوي, شيغوري
- ناروتو شيبودن - غينما شيرانوي, ساسوري
- غانكوتسوؤو - الفيكونت ألبيرت دو مورسير
- لاست إكسايل - كلاوس فالكا
- أمير التنس - شوسكي فوجي
- عميل الهلوسة - يويتشي تايرا
- فافنر في السماء الزرقاء - كازوكي ماكابي
- خيميائي الفولاذ - لوجون
- ساموراي تشامبلو - شينسكي
- تنجن توبا جورين لاجان - روسيو
- بيك - يوجي ساكوراي/ساكو
- هيت غاي جاي - كلير ليونيلي
- التنين الأزرق - Bishop
- سنغوكو باسارا - سانادا يوكيمورا
- دورارارا!! - إيزايا أوريهارا
- دورارارا!! ×2 المقدمة - إيزايا أوريهارا
- دورارارا!! ×2 المنتصف - إيزايا أوريهارا
- دورارارا!! ×2 الخاتمة - إيزايا أوريهارا
- بارادايس كيس - هيرويوكي توكوموري
- الإكسورسيست الأزرق - يوكيو أوكومورا
- بيرسونا 4 ذي أنيميشن - يو ناروكامي
- فيت/زيرو - ريونوسكي أوريو
- بليد - جالال
- كيه - ساروهيكو فوشيمي
- تورادورا! - يوساكو كيتامورا
- فري! - ماكوتو تاشيبانا
- فري! Eternal Summer - ماكوتو تاشيبانا
- بلاد لاد - براز دي بلاد
- سيلور مون - آرتيميس
- ماغي: The Kingdom of Magic - تيتوس ألكسيوس
- فرسان التنكاي - غورين ناش
- سورد آرت أونلاين II - كيوجي شينكاوا
- مغامرة جوجو الغريبة - جوناثان جوستار
- إندماج الديجيمون - دراكومون
- البدلة المتنقلة جاندام سيد - دياركا إلسمان (ريماستر HD)
- البدلة المتنقلة جاندام: أيتام الدم الحديدي - أورغا إيتسوكا
- فرسان سيدونيا - ناغاتي تانيكازي
- فرسان سيدونيا: معركة الكوكب التاسع - ناغاتي تانيكازي
- هاي سكور غيرل - هاروؤو ياغوتشي
- بونغو ستراي دوغز - شوساكو كاتسورا
- سيف قاتل الشياطين - غيو توميوكا
- نيون جينيسيس إيفانجيليون - توجي سوزوهارا (الدبلجة الثانية)
- فيوليت إيفرغاردن - إيدان فيلد
- برج الحاكم - بام

### أنمي الإنترنت
- سوشي نينجا - إيكورا
- بي البداية - ميناتسوكي
- ديفل مان: الطفل الباكي - وامو

### أوفا أنمي
- تيلز أوف فانتازيا ذي أنيميشن - كريس ألبين
- لوحة كوزيت - إيري

### أفلام أنمي
- فيلم بليتش: ميموريز أوف نوبودي - إيتشيغو كوروساكي
- فيلم بليتش: ذا دياموند داست ريبيليون, هيورينمارو آخر - إيتشيغو كوروساكي
- فيلم بليتش: فيد تو بلاك, أنادي اسمك - إيتشيغو كوروساكي
- فيلم بليتش: فصل الجحيم - إيتشيغو كوروساكي
- اختفاء هاروهي سوزوميا - إيتسوكي كويزومي
- ترايجان Badlands Rumble - فاش ذا ستامبيد
- النفي من الفردوس - فرونتير سيتر
- سلسلة أفلام ديجيمون أدفنتشر تراي
  - ديجيمون أدفنتشر تراي الفصل الأول: لم الشمل - تاكيرو تاكايشي
- ون بيس ستامبيد - سابو
- كود غياس: لولوش العائد للحياة - لولوش لامبروج
- الخطايا السبع المميتة: أسرى السماء - سولاد

## أدواره في ألعاب الفيديو
- بيرسونا 4 - البطل، تورو أداتشي
- بيرسونا 4 غولدن - البطل، تورو أداتشي
- بيرسونا 4 أرينا - يو ناروكامي
- بيرسونا 4 أرينا ألتيماكس - يو ناروكامي، تورو أداتشي
- بيرسونا 4 دانسينغ أول نايت - يو ناروكامي
- بيرسونا Q شادو أوف ذا لابيرينث - بطل بيرسونا 4
- ديسيديا: فاينل فانتسي - فيريون
- ديسيديا 012: فاينل فانتسي - فيريون
- ديسيديا: فاينل فانتسي NT - فيريون
- ترانسفورمرز: وور فور سايبرترون - بامبلبي
- سنغوكو باسارا: ساموراي هيروز - يوكيمورا سانادا
- مارفل فرسس كابكوم 3 - زيرو
- ألتيميت مارفل فرسس كابكوم 3 - زيرو
- تيلز أوف ذي أبيس - غاي سيسيل
- تيلز أوف سيمفونيا: دون أوف ذا نيو وورلد - إميل كاستانيي
- دانغانرونبا 2: غودباي ديسبير - هاجيمي هيناتا
- دانغانرونبا V3: كيلينغ هارموني - رانتارو أمامي
- ديفل ماي كراي 4 - نيرو
- غود إيتر بورست - كوتا فوجيكي
- غود إيتر ريزوركشن - كوتا فوجيكي
- ناروتو شيبودن: ألتيميت نينجا ستورم ريفولوشن - ساسوري، ياغورا
- ناروتو شيبودن: ألتيميت نينجا ستورم 4 - ساسوري، ياغورا
- سلسلة ألعاب دوت هاك جي يو - كون
- سوبر سماش برذرز ألتميت - زيرو
- دراغون بول فايترز - برولي (DBS)

## وصلات خارجية
- جوني يونغ بوش على موقع IMDb (الإنجليزية)
- جوني يونغ بوش على موقع ألو سيني (الفرنسية)
- جوني يونغ بوش على موقع ميوزك برينز (الإنجليزية)
- جوني يونغ بوش على موقع أول موفي (الإنجليزية)
- جوني يونغ بوش على موقع قاعدة بيانات الفيلم (الإنجليزية)
- جوني يونغ بوش على موقع كينوبويسك (الروسية)
- جوني يونغ بوش على موقع ANN person (الإنجليزية)